# Гомодинамия
Гомодинами́я (сериальная гомология; от др.-греч. ὅμοιος — «подобный, похожий» и δύναμις — «сила, значение») — одна из форм общей гомологии, заключающаяся в сходстве органов или частей органов, расположенных последовательно на продольной оси тела живого организма.
Гомодинамные органы носят название метамеры. Примерами таких органов могут послужить позвонки, спинномозговые нервы, рёбра, передние и задние конечности позвоночных, сегменты тела членистоногих со всеми их частями, в том числе конечностями. Если метамеры приспособлены к выполнению различных функций, они могут иметь неодинаковое строение (например, крылья и ноги птиц).
Термин был предложен немецким биологом Эрнстом Геккелем в 1866 году. Синонимичный термин сериальная гомология предложил английский биолог Ричард Оуэн в 1843 году.